# Gallichan
Gallichan es un municipio canadiense situado en la provincia de Quebec.

## Superficie
Gallichan tiene una superficie de 73,61 km².

## Demografía
En 2021, tenía 488 habitantes, una densidad poblacional de 6,6 hab./km², y 304 viviendas.